# Pedro Abrunhosa
Pedro Machado Abrunhosa, conosciuto come Pedro Abrunhosa (Sé, 20 dicembre 1960), è un cantante e compositore portoghese.

## Biografia
Inizia presto i suoi studi musicali, in particolare il Corso di Composizione al Conservatório de Música do Porto, dopo aver studiato e lavorato con i professori Álvaro Salazar e Jorge Peixinho. Frequenta il Corso di Pedagogia Musicale con Jos Wuytack.
A soli diciassette anni insegna già nella Scuola di Musica di Porto, continuando poi il lavoro di insegnante anche nella scuola statale, la Scuola del Hot Clube, a Lisbona, e nella Scuola di Musica Caiús. Prosegue gli studi di contrabbasso. Fonda la Scuola di Jazz e l'Orquestra di Porto, che dirige e per la quale scrive.
Lavora in questo ambito in tutta l'Europa con Joe Hunt, Wallace Rooney, Gerry Nyewood, Steve Brown, Todd Coolman, Billy Hart, Bill Dobbins, Dave Schnitter, Jack Walrath, Boulou Ferré, Elios Ferré, Ramon Cardo, Frankie Rose, Vicent Penasse e Tommy Halferty.
Nell'aprile del 1994 viene edito l'album Viagens, inciso in collaborazione con i "Bandemónio" e la partecipazione speciale del sassofonista Maceo Parker. Il disco ha un enorme successo, e raggiunge il triplo disco di platino.
Nel 1995 lancia il maxi-single F e un libro, che causano un inaspettato impatto.
Compone la musica Se Eu Fosse Um Dia O Teu Olhar per la banda sonora del film Adão e Eva che batte tutti i record nelle biglietterie.
Il 13 novembre 1996 edita Tempo, ora con una nuova formazione dei Bandemónio. Tempo vende più di 180 000 unità, superando il quarto disco di platino. Per la realizzazione di quest'album ha lavorato in Minneapolis, Memphis e a New York con la banda di Prince, i New Power Generation, e Tom Tucker, il suo principale ingegnere del suono. Partecipano anche Carlos do Carmo, Opus Ensemble e Rui Veloso. Viene edito il disco Tempo - Versões e Reimixes.
Scrive, compone e produce il musical Rapaz de Papel, su richiesta del Festival dos Cem Dias. Successivamente incide tutte queste tracce nell'album Amanhecer di Diana Basto.
Viene invitato da Caetano Veloso a realizzare uno spettacolo insieme a lui all'Expo 98. Viene invitato dal regista Manoel de Oliveira ad interpretare il ruolo del protagonista maschile nel film La lettera, girato a Parigi, Italia, New York, Lisbona e Londra, in cui recita nella parte di se stesso insieme a Chiara Mastroianni. La colonna sonora è, con l'eccezione della Klavierstücke, D.946 di Franz Schubert eseguita dalla pianista Maria João Pires, composta da sette sue canzoni. Con questo film, premiato al Festival del Cinema di Cannes con il Gran Premio della Giuria, ha l'opportunità di realizzare la famosa Subida dos 24 Degraus.
Le sue canzoni vengono incise ed interpretate in Brasile da artisti come Caetano Veloso, Maria Bethânia, Lenine, Zélia Duncan, Elba Ramalho, Zeca Baleiro, Sandra de Sá, Syang, Rio Soul, Edson Cordeiro, e altri.

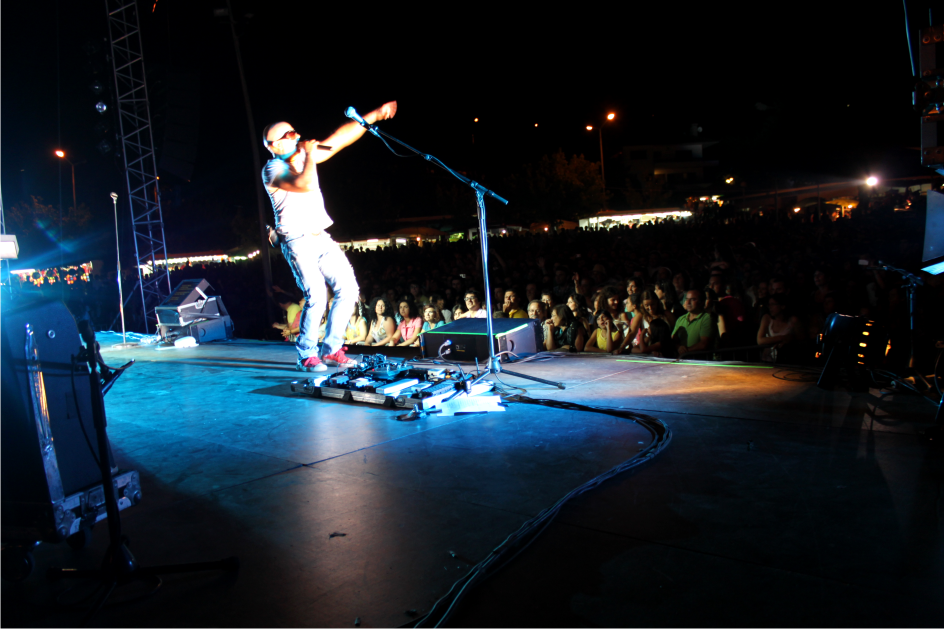
Pedro Abrunhosa in concerto dal vivo.

Nel 1999 edita il disco Silêncio. Anche se non riscuote il successo dei dischi precedenti, oltre 40 000 unità, raggiunge comunque il disco di platino e risulta essere un disco decisivo per la sua carriera nei Bandemónio.
Nel 2002 edita Momento, un successo di vendite ed airplay, che viene trasmesso in tutte le radio nazionali, raggiungendo di nuovo il doppio disco di platino, con vendite superiori a 90 000 unità. La canzone Momento (Uma Espécie de Céu) risulta essere la più suonata per due anni in Portogallo.
Nel 2003 edita l'album triplo Palco, risultato degli emblematici concerti dal vivo con i Bandemónio e gli HornHeads di Prince. Con il disco Palco raggiunge le 72 000 unità e il doppio platino. Nel disco sono inclusi duetti con Lenine e Zélia Duncan.
Nel 2004 chiude il Rock in Rio Lisboa, concerto integrato nel suo tour del 2002/2004 con più di 120 spettacoli.
Nel frattempo tiene workshop, dibattiti e conferenze in tutto il paese, soprattutto nelle facoltà, scuole e biblioteche; scrive per la TSF, Magazine Artes, Fórum Estudante e i suoi lavori vengono editi in svariate pubblicazioni.
Nel 2006 partecipa ad una delle musiche dell'album di debutto della banda portoghese Cindy Kat A Saída. Edita il libro Canções, che contiene partiture delle sue musiche più emblematiche e si esaurisce velocemente.
Il 3 aprile del 2007 lancia Quem me leva os meus fantasmas, primo singolo del nuovo album Luz, lanciato il 25 giugno 2007.
Il primo concerto di Pedro Abrunhosa e Bandemónio dopo l'uscita del disco Luz ha luogo nel Paradise Garage a Lisbona, nella notte del 26 giugno 2007. Viene accompagnato dal vivo e in studio da: João André (basso), Cláudio Souto (tastiera), Edgar Caramelo (sassofono), Pedro Martins (batteria) e Marco Nunes (chitarra).
In questo periodo Pedro Abrunhosa annuncia un nuovo album, già con la data di edizione, che il cantante presenta dal vivo con la sua nuova banda, i Comité Caviar.
Il 7 febbraio 2010 si rende purtroppo protagonista di una caduta durante il programma Ídolos della SIC durante la preparazione ad una apparizione da invitato. Non essendo rimasto ferito, dopo essersi velocemente ricomposto interpreta comunque i due temi con i finalisti.
Il 12 aprile 2010 lancia il suo sito web più recente e un nuovo album, Longe.
Nel 23 maggio del 2010, si presenta in un duetto, accanto alla diva brasiliana Ivete Sangalo, durante il Gala per la consegna dei Globi d'oro promosso dalla SIC. Nell'incontro, i due cantano una canzone scritta dallo stesso Abrunhosa Fazer o que ainda Não Foi Feito.
È uno degli ambasciatori dell'Associação Fonográfica Portuguesa nella lotta contro gli hacker.
Nel 2013 lancia un nuovo album, Contramão: gli undici temi eleggono la canzone come un modo per guardare all'amore, allo stato in cui si trova il paese o perfino all'intolleranza religiosa.
Nel 2016 è l'autore della nuova canzone di supporto alla nazionale di calcio portoghese per l'Euro 2016, un adattamento di Tudo o que eu te dou dell'album Viagens.

## Discografia

### Album
- 1994 - Viagens
- 1996 - Tempo
- 1999 - Silêncio
- 2002 - Momento
- 2007 - Luz
- 2010 - Longe[6]
- 2013 - Contramão

### Album dal vivo
- 2003 - Palco (3CD)
- 2011 - Coliseu (2CD)

### EPs
- 1995 - F
- 1997 - Tempo - Remixes e Versões
- 1998 - Pedro Abrunhosa

### DVD
- 2005 - Intimidade
- 2011 - Coliseu

## Colonne sonore
Scrive e suona bande sonore dei film: La lettera di Manoel de Oliveira, Amour en Latin di Serge Abramovic, Adão e Eva di Joaquim Leitão e Novo Mundo, basato su immagini del cartonista António.
Compone anche i pezzi teatrali Possessos de Amor, A Teia e O Aniversário de Infanta e 150 anos de Bonfim.

## Premi
- 2 Globi d'oro
- Premio Bordallo de Imprensa
- 4 premi BLITZ
- 4 premi Rádio Nova Era
- Premio prestígio Nova Gente
- Premio come miglior Colonna Sonora, in Spagna (Novo Mundo)
- Premio Miglior Compositore, per RCL.
- Premio Telemóvel de Ouro, per il record di downloads delle sue muisiche
- Prémio Arco-Íris 2007 della Associação ILGA Portugal per il tema Balada de Gisberta, dell'album Luz